# David Checa i Carrera
David Checa i Carrera   (Sant Fruitós de Bages, 20 d'abril de 1980) és un pilot de motociclisme català que ha competit internacionalment en el Campionat del Món de Superbike i en curses de resistència, disciplina de la qual guanyà el Campionat del Món els anys 2004, 2014, 2017 (integrant l'equip Yamaha GMT 94) i 2019 (integrant l'equip SCR Kawasaki France). Entre altres curses destacades, guanyà el Bol d'Or del 2007 formant equip amb l'occità Sébastien Gimbert i el francès Olivier Four i del 2017.
És el germà petit de Carles Checa, un altre destacat pilot de motociclisme que competeix des de la dècada de 1990.

## Trajectòria esportiva
Checa debutà en competició el 1996, disputant curses del Mundial de Superbikes i del de Supersport a Europa. Les temporades de 2000 a 2002 passà a competir en el Campionat del Món de motociclisme de velocitat en categoria 250cc, obtenint-hi com a millor resultat un tretzè lloc, per a passar després a disputar el Campionat del Món de Resistència.

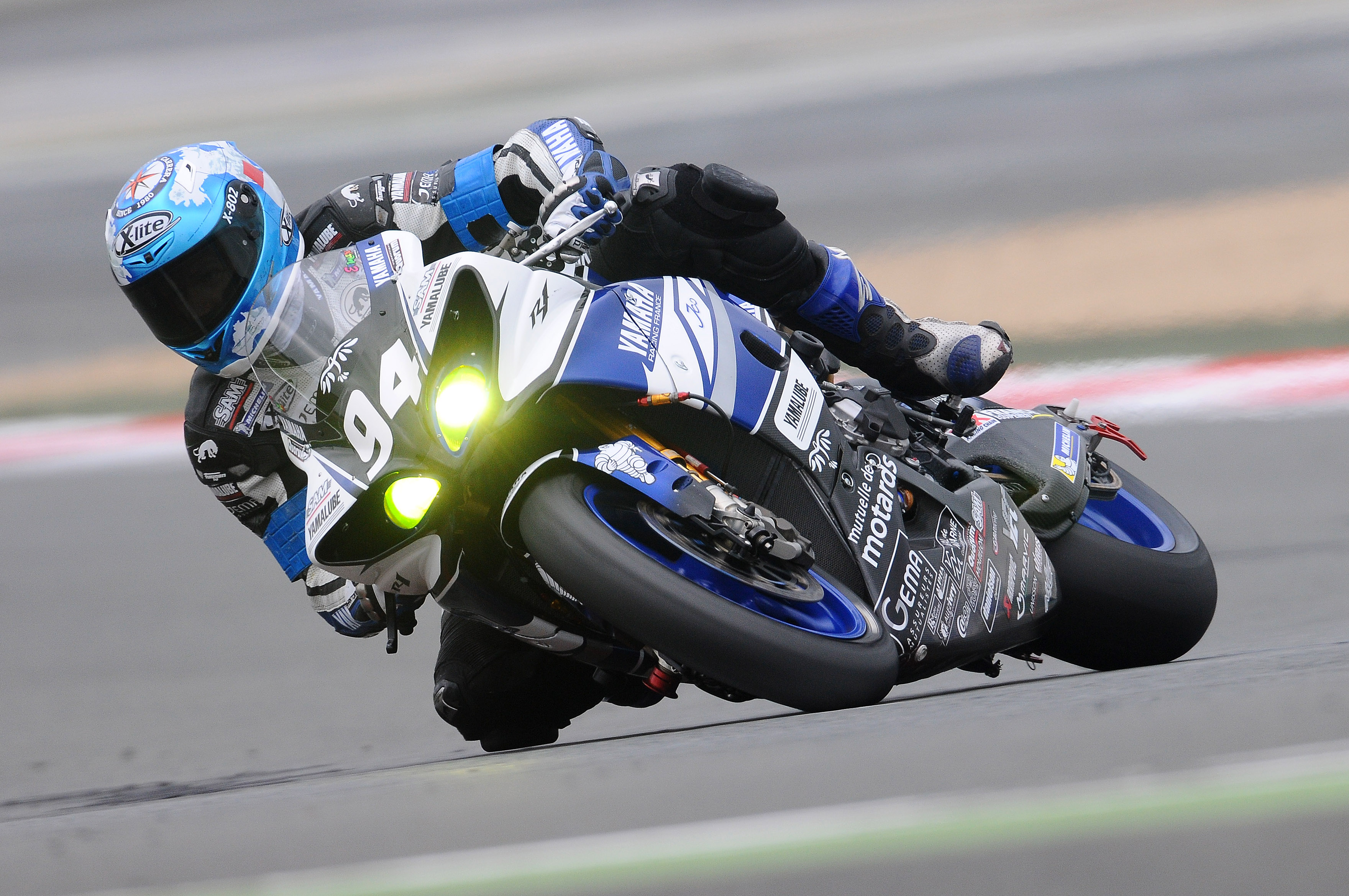
David Checa a València el 2008

El 2005 fou pilot provador de pneumàtics de la casa Pirelli al mundial de Superbikes, disputant-ne algunes curses. Aquell mateix any, participà també al Mundial de Supersport, guanyant les curses Le Mans 24 i Master endurance. També corregué tres curses del mundial de velocitat substituint Toni Elías quan aquest es lesionà. El 2006, tot i haver-se trencat el canell abans de la temporada, va acabar onzè en la classificació general.
El 2007 fou dotzè en Supersport i guanyà el Bol d'Or. Les temporades de 2008 i 2009 competí en Superbikes sense aconseguir-hi, però, gaires èxits tret d'un grapat de punts. L'any 2016 es va proclamar campió de França de la categoria de Superbikes.
La modalitat en què David Checa ha aconseguit èxits notables es a resistència, on ha estat quatre cops campió del món (2004, 2014, 2017 i 2019) i on ha guanyat  en proves emblemàtiques com la Bol d'Or (2007 i 2017) o Le Mans (2005, 2017 i 2019).
L'any 2018, després de 15 anys amb GMT-94 Yamaha, va unir-se a SRC Kawasaki France, iniciant una nova etapa professional en el món de la resistència. Amb el seu nou equip, l'any 2019 es proclama vencedor del Campionat del Món de resistència per quarta vegada, juntament amb els seus companys de Kawasaki Jeremy Guarnoni i Erwan Nigon.
Aquesta darrera victòria situa David Checa en el tercer lloc del rànquing de títols mundials de resistència, igualant els quatre campionats de Matthieu Lagrive i Hervé Moineau.

## Palmarès

### Resultats al Mundial de Superbike
Barem de puntuació de 1993 ençà:
| Posició | 1  | 2  | 3  | 4  | 5  | 6  | 7 | 8 | 9 | 10 | 11 | 12 | 13 | 14 | 15 |
| Punts   | 25 | 20 | 16 | 13 | 11 | 10 | 9 | 8 | 7 | 6  | 5  | 4  | 3  | 2  | 1  |

(Ids. Rondes | Llegenda) (Curses en negreta indiquen pole; curses en  itàlica indiquen volta ràpida)
| Any  | Moto   | 1      | 1       | 2       | 2      | 3       | 3      | 4       | 4       | 5      | 5      | 6       | 6       | 7       | 7      | 8      | 8       | 9       | 9       | 10     | 10     | 11      | 11      | 12     | 12      | 13      | 13      | 14     | 14     | Pos. | Pts |
| Any  | Moto   | C1     | C2      | C1      | C2     | C1      | C2     | C1      | C2      | C1     | C2     | C1      | C2      | C1      | C2     | C1     | C2      | C1      | C2      | C1     | C2     | C1      | C2      | C1     | C2      | C1      | C2      | C1     | C2     | Pos. | Pts |
| ---- | ------ | ------ | ------- | ------- | ------ | ------- | ------ | ------- | ------- | ------ | ------ | ------- | ------- | ------- | ------ | ------ | ------- | ------- | ------- | ------ | ------ | ------- | ------- | ------ | ------- | ------- | ------- | ------ | ------ | ---- | --- |
| 2005 | Yamaha | QAT    | QAT     | AUS     | AUS    | SPA 10  | SPA 9  | ITA     | ITA     | EUR    | EUR    | SMR     | SMR     | CZE 15  | CZE 14 | GBR    | GBR     | NED     | NED     | GER    | GER    | ITA     | ITA     | FRA 11 | FRA 12  |         |         |        |        | 21è  | 25  |
| 2008 | Yamaha | QAT 23 | QAT Ret | AUS Ret | AUS 12 | SPA 15  | SPA 18 | NED Ret | NED DNS | ITA    | ITA    | USA Ret | USA DNS | GER Ret | GER 15 | SMR 15 | SMR 16  | CZE Ret | CZE 16  | GBR 17 | GBR 20 | EUR 11  | EUR Ret | ITA 17 | ITA 20  | FRA Ret | FRA Ret | POR 20 | POR 22 | 28è  | 12  |
| 2009 | Yamaha | QAT    | QAT     | AUS     | AUS    | SPA Ret | SPA 20 | NED 19  | NED Ret | ITA 22 | ITA 19 | RSA     | RSA     | USA     | USA    | SMR 21 | SMR Ret | GBR 24  | GBR Ret | CZE 18 | CZE 19 | GER Ret | GER 18  | ITA 17 | ITA Ret | FRA 15  | FRA 17  | POR 14 | POR 15 | 37è  | 4   |